# Les Montils
Les Montils sont une commune française située dans le département de Loir-et-Cher en région Centre-Val de Loire.
Localisée au centre du département, la commune fait partie de la petite région agricole « les Vallée et Coteaux de la Loire », grand ruban plus ou moins large où dominent la culture de la vigne et les productions maraîchères.
L'occupation des sols est marquée par l'importance des espaces agricoles et naturels qui occupent la quasi-totalité du territoire communal. Un espace naturel d'intérêt est présent sur la commune : une zone naturelle d'intérêt écologique, faunistique et floristique (ZNIEFF). En 2010, l'orientation technico-économique de l'agriculture sur la commune est la culture des céréales et des oléoprotéagineux. À l'instar du département qui a vu disparaître le quart de ses exploitations en dix ans, le nombre d'exploitations agricoles a fortement diminué, passant de 51 en 1988, à 7 en 2000, puis à 0 en 2010.
Les habitants sont appelés Montilois.
Le patrimoine architectural de la commune comprend deux bâtiments portés à l'inventaire des monuments historiques : la porte des Montils, inscrite en 1930, et la tour des Montils, inscrite en 1986.

## Géographie
Les communes limitrophes sont  Candé-sur-Beuvron, Chailles, Le Controis-en-Sologne, Monthou-sur-Bièvre, Seur et Valaire.

### Localisation et communes limitrophes
La commune des Montils se trouve au centre du département de Loir-et-Cher, dans la petite région agricole des Vallée et Coteaux de la Loire,. À vol d'oiseau, elle se situe à 10,7 km  de Blois, préfecture du département. La commune fait en outre partie du bassin de vie de Blois.
Les communes les plus proches sont : 
Monthou-sur-Bièvre (2 km), Ouchamps (2,6 km), Candé-sur-Beuvron (2,7 km), Seur (2,9 km), Valaire (3,6 km), Chouzy-sur-Cisse (5,1 km), Chailles (5,4 km), Chitenay (5,6 km) et Fougères-sur-Bièvre (6,2 km).
| Candé-sur-Beuvron  | Chailles           | Seur     |
| Candé-sur-Beuvron  | Montils            | Seur     |
| Monthou-sur-Bièvre | Monthou-sur-Bièvre | Ouchamps |

### Géologie, topographie et hydrographie
La commune se situe à une altitude de 80 m (env.). Elle est bordée par le Cosson au Nord, traversée par le Beuvron. À l'ouest du village, la Bièvre se jette dans le Beuvron. À cet endroit, les castors sont nombreux.

#### Lieux-dits et écarts
La Chapelle-Rablais

### Hydrographie
La commune est drainée par le Beuvron (1,18 km) et par un petit cours d'eau, constituant un réseau hydrographique de 2,3 km de longueur totale.
Le Beuvron, d'une longueur totale de 115,2 km, prend sa source dans la commune de Coullons, dans le Loiret et se jette  dans la Loire à Candé-sur-Beuvron, après avoir traversé 29 communes.
Sur le plan piscicole, ce cours d'eau est classé en deuxième catégorie, où le peuplement piscicole dominant est constitué de poissons blancs (cyprinidés) et de carnassiers (brochet, sandre et perche).

### Climat
Pour des articles plus généraux, voir Climat du Centre-Val de Loire et Climat de Loir-et-Cher.
En 2010, le climat de la commune est de type climat océanique dégradé des plaines du Centre et du Nord, selon une étude du CNRS s'appuyant sur une série de données couvrant la période 1971-2000. En 2020, Météo-France publie une typologie des climats de la France métropolitaine dans laquelle la commune est exposée à un climat océanique altéré et est dans la région climatique Moyenne vallée de la Loire, caractérisée par une bonne insolation (1 850 h/an) et un été peu pluvieux.
Pour la période 1971-2000, la température annuelle moyenne est de 11,2 °C, avec une amplitude thermique annuelle de 15,2 °C. Le cumul annuel moyen de précipitations est de 666 mm, avec 10,7 jours de précipitations en janvier et 6,7 jours en juillet. Pour la période 1991-2020, la température moyenne annuelle observée sur la station météorologique de Météo-France la plus proche, sur la commune de Cheverny à 12 km à vol d'oiseau, est de 11,8 °C et le cumul annuel moyen de précipitations est de 675,8 mm,. Pour l'avenir, les paramètres climatiques de la commune estimés pour 2050 selon différents scénarios d'émission de gaz à effet de serre sont consultables sur un site dédié publié par Météo-France en novembre 2022.

### Milieux naturels et biodiversité
L'inventaire des zones naturelles d'intérêt écologique, faunistique et floristique (ZNIEFF) a pour objectif de réaliser une couverture des zones les plus intéressantes sur le plan écologique, essentiellement dans la perspective d'améliorer la connaissance du patrimoine naturel national et de fournir aux différents décideurs un outil d'aide à la prise en compte de l'environnement dans l'aménagement du territoire. Le territoire communal des Montils comprend une ZNIEFF : 
la « Forêt de Russy » (3 471,25 ha).

## Urbanisme

### Typologie
Au 1er janvier 2024, Les Montils sont catégorisés bourg rural, selon la nouvelle grille communale de densité à sept niveaux définie par l'Insee en 2022.
Elle appartient à l'unité urbaine des Montils, une agglomération intra-départementale regroupant deux  communes, dont elle est ville-centre,,. Par ailleurs la commune fait partie de l'aire d'attraction de Blois, dont elle est une commune de la couronne,. Cette aire, qui regroupe 78 communes, est catégorisée dans les aires de 50 000 à moins de 200 000 habitants,.

### Voies de communication et transports
- Gare de Blois
- Aéroport de Blois - Le Breuil

La Loire à vélo passe à proximité de la commune.

### Occupation des sols
L'occupation des sols est marquée par l'importance des espaces agricoles et naturels (96,8 %). La répartition détaillée ressortant de la base de données européenne d'occupation biophysique des sols Corine Land Cover millésimée 2012 est la suivante : 
terres arables (11,6 %), 
cultures permanentes (0,6 %), 
zones agricoles hétérogènes (15,4 %), 
prairies (3,5 %), 
forêts (65,2 %), 
milieux à végétation arbustive ou herbacée (0,7 %), 
zones urbanisées (1 %), 
espaces verts artificialisés non agricoles (0,5 %), 
zones industrielles et commerciales et réseaux de communication (1,7 %), 
eaux continentales (0,5 %).

### Planification
La loi SRU du 13 décembre 2000 a incité fortement les communes à se regrouper au sein d'un établissement public, pour déterminer les partis d'aménagement de l'espace au sein d'un SCoT, un document essentiel d'orientation stratégique des politiques publiques à une grande échelle. La commune est dans le territoire du  SCOT du Blésois, approuvé en 2006 et révisé en juillet 2016.
En matière de planification, la commune disposait en 2017 d'un plan local d'urbanisme en révision. Par ailleurs, à la suite de la loi ALUR (loi pour l'accès au logement et un urbanisme rénové) de mars 2014, un plan local d'urbanisme intercommunal couvrant le territoire de la Communauté d'agglomération de Blois « Agglopolys » a été prescrit le 30 novembre 2015.

### Habitat et logement
Le tableau ci-dessous présente la typologie des logements aux Montils en 2016 en comparaison avec celle du Loir-et-Cher et de la France entière. Une caractéristique marquante du parc de logements est ainsi la faible proportion des résidences secondaires et logements occasionnels (1,9 %) par rapport au département (18 %) et à la France entière (9,6 %). Concernant le statut d'occupation de ces logements, 81,4 % des habitants de la commune sont propriétaires de leur logement (80,1 % en 2011), contre 68,1 % pour le Loir-et-Cher et 57,6 pour la France entière.
|                                                         | Les Montils | Loir-et-Cher | France entière |
| ------------------------------------------------------- | ----------- | ------------ | -------------- |
| Résidences principales (en %)                           | 91,4        | 74,5         | 82,3           |
| Résidences secondaires et logements occasionnels (en %) | 1,9         | 18           | 9,6            |
| Logements vacants (en %)                                | 6,7         | 7,5          | 8,1            |

La commune compte également en 2020 (données Insee 2017) : 81,4 % de propriétaires et 17,8 % de locataires, dont 3,9 % de locataires d'HLM (habitation à loyer modéré).

### Risques majeurs
Le territoire communal des Montils est vulnérable à différents aléas naturels : ), climatiques (hiver exceptionnel ou canicule), mouvements de terrains ou sismique (sismicité très faible).
Il est également exposé à un risque technologique :  le transport de matières dangereuses,.

#### Risques naturels
Les mouvements de terrains susceptibles de se produire sur la commune sont soit liés au retrait-gonflement des argiles, soit des chutes de blocs, soit des glissements de terrains, soit des effondrements liés à des cavités souterraines. Le phénomène de retrait-gonflement des argiles est la conséquence d'un changement d'humidité des sols argileux. Les argiles sont capables de fixer l'eau disponible mais aussi de la perdre en se rétractant en cas de sécheresse. Ce phénomène peut provoquer des dégâts très importants sur les constructions (fissures, déformations des ouvertures) pouvant rendre inhabitables certains locaux. La carte de zonage de cet aléa peut être consultée sur le site de l'observatoire national des risques naturels Georisques. Une autre carte permet de prendre connaissance des cavités souterraines localisées sur la commune.

#### Risques technologiques
Le risque de transport de marchandises dangereuses sur la commune est lié à sa traversée par une route à fort trafic. Un accident se produisant sur une telle infrastructure est en effet susceptible d'avoir des effets graves au bâti ou aux personnes jusqu'à 350 m, selon la nature du matériau transporté. Des dispositions d'urbanisme peuvent être préconisées en conséquence.

## Histoire

### Du nom et des racines des Montils
Les Montils, débris mutilés d'une vieille habitation royale, sont nommés dans les chartes des XIIe et XIIe siècles : Monticii, villa quae dicitur Monticii (Halphen et Poupardin, Gesta Ambaziensium dominorum, p. 122) ou encore Castrum de Monticiis.
L'adjectif bas latin monticius = de petite hauteur fut pris substantivement en latin populaire, avec le sens de : motte de terre élevée (FEW, VI(3), 120b). Monticium aboutit régulièrement à monteil ; la forme pluriel monteils se transcrit le plus couramment montils. La forme latine icios de 1137 doit être la latinisation de la finale française ieux, pour eils.
Ils ont remplacé l'ancienne Thérouenne, « Tarpenna », localité gauloise située à quelque distance, vers l'ouest, appelée Vieux-Montils. Ce nom de Thérouenne s'est conservé, depuis le Moyen Âge, dans le petit fief qui renferme le château moderne des Montils.
M. le Baron de Fougères se permet de penser que le mot latin Monticii est une corruption du terme Mons Isis, qui veut dire : le Mont d'Isis. Il prétend que le culte de la grande déesse a été pratiqué dans les Gaules par les Romains, et qu'il a existé aux Montils. Pour prouver cette assertion, le savant se fonde sur deux statuettes d'Isis, avec tous ses attributs, trouvées à Soings-en-Sologne, près de Contres, dans le champ des sépultures romaines.
La situation topographique explique mieux le nom des Montils. Monticii indique un emplacement sur les hauteurs. Les Montils s'élèvent en effet au sommet d'une rangée de hautes collines parallèles au Beuvron.
Quoi qu'il en soit du culte d'Isis aux Montils, il ne nous semble pas téméraire de penser que les Romains ont occupé cette position.
M. A. de Salies, dans son étude sur Foulques Nera, s'exprime ainsi : « C'est aujourd'hui pour nous une conviction arrêtée qu'une ancienne voie consulaire partait de Blois, allait aux Montils, pour de là se diriger sur Montrichard, en laissant Pontlevoy à l'est ; sa bifurcation, avec la voie de Bourré, se faisait aux Montils. »
André Félibien dit des Montils : « Il y a bien de l'apparence que ce lieu était fort ancien, puisque les historiens qui ont fait Gélo, cousin de Rollon, premier duc de Normandie, premier comte de Blois, luis donnèrent les Montils en partage ».
Ce n'est qu'à partir du XIIe siècle que les Montils acquièrent une certaine importance, comme place de guerre, dans les longs démêlés des maisons de Blois et d'Anjou. Il est souvent fait mention des Montils dans l'histoire des seigneurs d'Amboise et de Chaumont. Thibault IV fortifie sa résidence des Montils pour se défendre de ces voisins belliqueux. Les Montils devinrent de la sorte une petite ville fortifiée qui pouvait tenir longtemps contre l'ennemi, à une époque où l'artillerie n'était pas encore connue.
En 1222, une chapelle est fondée par la comtesse Marguerite, femme de Gautier d'Avesnes, et en 1286, la femme de son petit-fils, Alix de Bretagne, crée une Maison-Dieu, comportant également une chapelle dédiée à saint Jean-Baptiste,. L'église relevait de l'abbaye de Bourgmoyen ; ancien diocèse de Chartres.
Au XIVe siècle, Les Montils étaient l'une des quatre forteresses qui gardaient le comté de Blois ; elles supportaient les chances diverses de la guerre. Touchard-Lafosse fixe ainsi les positions de chacune d'elles: 
- Les Montils, au sud,
- Chaumont, à l'ouest,
- Montfrault-Chambord, à l'est,
- Bury, au nord.

Des comtes de Blois, les Montils passèrent aux rois de France, dans la personne de Louis XII, fils de Charles d'Orléans, le dernier des hauts barons blésois. Devenue maison royale, cette place eut longtemps, même après qu'elle fut ruinée, des Commandants au titre de Capitaine des Montils pour le Roi.

### Le château féodal des Montils
Ancienne ville fortifiée attenante et château fort construits au XIIe siècle par Thibaud le Grand, comte de Blois.

### Lavilledes Montils
Ce nom de ville, donné aux Montils depuis plusieurs siècles, paraît bien prétentieux au regard de l'état de la localité avant 1950 ; cependant ce titre se retrouve souvent dans les actes publics des siècles passés.
- En 1296, Hugues de Châtillon, comte de Blois, par une charte sous son scel, veut que les restes de la table princière soient distribués aux pauvres de la Maison-Dieu des Montils, tant que lui-même ou l'un des siens résiderait en la ville des Montils[44].
- En 1325, Guy de Châtillon, comte de Blois, fait un échange avec le prieur des Montils. L'acte commence ainsi : « Nos prédécesseurs ayant fondé (...) en la ville et paroisse des Montils ».
- En 1369, dans une fondation faite par Jean de la Fontaine en faveur de l'hôtel Dieu des Montils, il est fait mention d'un pressoir et d'une maison « au bout de la ville des Montils »".
- La chambre des comptes de Blois, gardienne des droits du comté et qui, par exemple, refuse à Molineuf le titre de Châtellenie[45], mentionne « les anciens fossés de la ville des Montils »[46].

Tous les anciens historiens : Bernier, Fournier, l'abbé d'Expilly, ont considéré Les Montils comme un bourg fortifié, une ville close, ayant ses remparts, ses murs d'enceinte, tours, portes et ponts-levis.
Pour entrer aux Montils, il y avait deux portes :
- la porte blésoise, située au nord-est, sur le chemin de Blois, dont il ne reste que des vestiges. On a cependant pu en préciser la situation, lors des fouilles que M. Duchalais fit pratiquer en 1880 pour la construction d'une maison, à l'angle ouest de la place de la Croix-Rouge. Elle se trouvait à l'entrée nord de la route de Candé, et faisait face à la route de Blois.
- la porte des Montils, assurément plus imposante, actuellement toujours visible, près de l'église neuve.

Il reste encore des vestiges des fortifications extérieures, dispersées çà et là dans les différentes propriétés du bourg.
- Autour du donjon, à la distance de 2,80 m du côté du midi et du soleil levant, il se trouve une partie de muraille longue de 21 mètres, et d'une hauteur moyenne de 6 mètres.
- Des restes de mur dans les jardins de la propriété adjacente, à 6,60 m de la tour. Les fondations d'une petite tour, à l'angle Nord de la maison de M. Duchalais, sur la place de la Croix-Rouge. Dans les servitudes de cette habitation, le long du chemin de Candé, une épaisse muraille longue de 7 mètres.
- De l'autre côté, au midi, le mur d'enceinte se voit encore sur une longueur de 31 mètres, avec une interruption de 6 mètres et un reprise de 5. Là, les murs se confondaient avec les constructions de l'Hôtel-Dieu, longeaient les jardins de cet établissement, et se rapprochaient du château, près du kiosque actuel.

### Le pont des Montils
À côté du château, une construction de grande importance dans la vie civile et seigneuriale est le pont. En effet, au Moyen Âge, le bourg est sur la grande route qui fait communiquer le centre de la France avec le sud du royaume, et l'Espagne.
Le pont sur le Beuvron est mentionné dès le XIIIe siècle, à propos d'un contrat assez curieux, où se trouve le nom de celui qui possède la rivière. En 1289, les religieux de Saint-Lomer de Blois possédaient de longue date (« de si lonc temps dequel mémoire n'est pas ») une partie du Moulin de Rouillon, dépendance de leur prieuré de Candé ; ils jouissaient aussi du cours « du fleuve »  de Beuvron, depuis l'endroit où l'eau sortait du pont des Montils jusqu'au moulin. Ce fut l'objet d'un échange avec Renaud d'Aguzon, bailli de Blois, qui leur céda des biens plus proches de Candé. Renaud d'Aguzon devint ainsi propriétaire du Beuvron.
L'intérêt général que ce pont offrait pour la province se manifeste au XVIe siècle par diverses mesures adoptées soit par la cour des comptes de Blois, soit par le pouvoir Royal, pour en assurer l'entretien. En 1554, le 15 mars, on se plaignait des grandes inondations. C'est pour cela sans doute, en raison de la difficulté de communication, que Jacques Coqueau, maître maçon du château de Chambord, maître des ouvrages de la région de Blois, allait visiter les divers ponts de la contrée, et entre autres celui des Montils. Le 2 avril, rapport était fait à la chambre des comptes par cet officier, que des réparations urgentes étaient nécessaires. « Ils sont ruinés et tellement démolis qu'il est difficile de passer par-dessus sans grand danger ».
En 1572, alors que les guerres religieuses inquiétaient le pays, les nécessités stratégiques se joignaient au souci de bien administrer la voirie. Le roi Charles IX lui-même commandera alors au Maître de la Chambre des comptes de Blois, de bien vouloir procéder aux réparations nécessaires.

### L'église des Montils
« L'église paroissiale des Montils, dit M. le baron de Fougères, a été sûrement reconstituée sur l'emplacement d'une ancienne qui aura été détruite, soit par le temps, soit par d'autres causes dont on a perdu la mémoire. Il ne reste rien de l'ancien édifice, si ce n'est, peut-être, les deux colonnes qui supportent l'arcade en pierres séparant le chœur et la nef. Ces colonnes, engagées dans la maçonnerie, ont des chapiteaux dont la sculpture doit remonter à des temps très reculés ».
Dans la démolition de 1873, on a remarqué que beaucoup de pierres avaient été noircies par le feu, ce qui donnerait à penser que l'église des Montils a eu beaucoup à souffrir, soit de la part des Anglais, soit pendant les guerres de religion, ou encore de quelque foudre ou incendie accidentel.
L'ancienne église avait une nef de 100 pieds de long et de 40 pieds de large. Elle était lambrissée. Il n'y avait qu'un autel surmonté d'un retable qui était couronné d'un bloc de pierre de Bourré. Le clocher était assez grand pour contenir quatre cloches. Ce qu'il en restait s'élevait au-dessus du chœur.
Dans la construction de la nouvelle église, on a conservé : 
- La porte latérale nord, remarquable par son architecture de l'époque de transition du roman au gothique.
- Les statues en pierre de la Sainte Vierge, de sainte Marie-Madeleine, patronne de la paroisse, et de saint André.
- Un tableau représentant la descente de la croix, d'une grande dimension. C'est une copie.
- Une plaque commémorative de la sépulture d'un capitaine du château des Montils au XVe siècle, dont l'inscription est gravée en lettres gothiques.

### Après la Révolution
À partir de 1913, Les Montils sont desservis par la ligne Blois-Amboise qu'assurent les Tramways électriques de Loir-et-Cher. Sa station se situe alors entre celles de Chailles et de Candé.
Dans le même temps, Les Montils sont aussi desservis par une ligne de la compagnie des tramways à vapeur du département, reliant Blois-Vienne et Montrichard via un raccordement à la ligne de Blois à Saint-Aignan en gare de Cellettes. La gare de la commune des Montils se situe alors entre la station de Cellettes et celle de Monthou-sur-Bièvre.
En 1919, la commune est également desservie par une seconde ligne de tramway électrique reliant cette fois Les Montils à Selles-sur-Cher. Sa station était alors souvent gare de correspondance et menait en premier à Ouchamps.
Les deux services de tramways du Loir-et-Cher ont cessé leur activité en 1934.

### Époque contemporaine
L'affaire criminelle Liautey a lieu aux Montils. Le meurtrier de Angèle Cosson est condamné à la peine capitale le 23 novembre 1888 par la cour d'assises de Loir-et-Cher et exécuté à Blois.
En août 1944, à l'occasion d'un incendie dans le château de Frileuse, les autorités d'occupation exécutèrent quelques résistants et blessèrent le curé, l'abbé Habeau, qui mourut quelques jours après de ses blessures. Une stèle commémore l'événement à l'extrémité de l'allée du château de Frileuse.

## Politique et administration

### Découpage territorial
La commune des Montils est membre de la Communauté d'agglomération de Blois « Agglopolys », un établissement public de coopération intercommunale (EPCI) à fiscalité propre créé le 1er janvier 2012.
Elle est rattachée sur le plan administratif à l'arrondissement de Blois, au département de Loir-et-Cher et à la région Centre-Val de Loire, en tant que circonscriptions administratives. Sur le plan électoral, elle est rattachée au canton de Blois-3 depuis 2015 pour l'élection des conseillers départementaux et à la première circonscription de Loir-et-Cher pour les élections législatives.

### Politique et administration municipale

#### Conseil municipal et maire
Le conseil municipal des Montils, commune de plus de 1 000 habitants, est élu au scrutin proportionnel plurinominal avec prime majoritaire. Compte tenu de la population communale, le nombre de sièges au conseil municipal est de 19. Le maire, à la fois agent de l'État et exécutif de la commune en tant que collectivité territoriale, est élu par le conseil municipal au scrutin secret lors de la première réunion du conseil suivant les élections municipales, pour un mandat de six ans, c'est-à-dire pour la durée du mandat du conseil.
| Période     | Période     | Identité                         | Étiquette | Qualité  |
| ----------- | ----------- | -------------------------------- | --------- | -------- |
| 1809        |             | Honoré François Lambert du Rozai |           |          |
| 1888        |             | Thirault                         |           |          |
| 19 mai 1935 | 13 mai 1945 | Abel Louis Debard                |           | médecin  |
| mars 1989   | mars 2014   | Pierre Lescure                   | SE        | notaire  |
| mars 2014   | mai 2020    | Didier Coudert                   | SE        | Retraité |
| mai 2020    | En cours    | Alain Duchalais                  |           | médecin  |

### Jumelages
- Olne (Belgique) depuis 2004

## Population et société

### Démographie

#### Évolution démographique
L'évolution du nombre d'habitants est connue à travers les recensements de la population effectués dans la commune depuis 1793. Pour les communes de moins de 10 000 habitants, une enquête de recensement portant sur toute la population est réalisée tous les cinq ans, les populations de référence des années intermédiaires étant quant à elles estimées par interpolation ou extrapolation. Pour la commune, le premier recensement exhaustif entrant dans le cadre du nouveau dispositif a été réalisé en 2008.

En 2022, la commune comptait 1 925 habitants, en évolution de −2,18 % par rapport à 2016 (Loir-et-Cher : −1,15 %, France hors Mayotte : +2,11 %).
| 1793 | 1800 | 1806 | 1821 | 1831 | 1836 | 1841 | 1846 | 1851 |
| ---- | ---- | ---- | ---- | ---- | ---- | ---- | ---- | ---- |
| 594  | 553  | 610  | 803  | 874  | 838  | 896  | 905  | 937  |

| 1856 | 1861 | 1866 | 1872 | 1876 | 1881 | 1886 | 1891 | 1896 |
| ---- | ---- | ---- | ---- | ---- | ---- | ---- | ---- | ---- |
| 918  | 965  | 987  | 963  | 991  | 923  | 874  | 955  | 925  |

| 1901 | 1906 | 1911 | 1921 | 1926 | 1931 | 1936 | 1946 | 1954 |
| ---- | ---- | ---- | ---- | ---- | ---- | ---- | ---- | ---- |
| 890  | 878  | 840  | 775  | 770  | 750  | 687  | 701  | 692  |

| 1962 | 1968 | 1975 | 1982  | 1990  | 1999  | 2006  | 2008  | 2013  |
| ---- | ---- | ---- | ----- | ----- | ----- | ----- | ----- | ----- |
| 707  | 717  | 808  | 1 046 | 1 196 | 1 436 | 1 618 | 1 670 | 1 905 |

| 2018  | 2022  | - | - | - | - | - | - | - |
| ----- | ----- | - | - | - | - | - | - | - |
| 1 919 | 1 925 | - | - | - | - | - | - | - |

#### Pyramide des âges
La population de la commune est relativement jeune.
En 2018, le taux de personnes d'un âge inférieur à 30 ans s'élève à 33,8 %, soit au-dessus de la moyenne départementale (31,3 %). À l'inverse, le taux de personnes d'âge supérieur à 60 ans est de 24,1 % la même année, alors qu'il est de 31,6 % au niveau départemental.
En 2018, la commune comptait 945 hommes pour 974 femmes, soit un taux de 50,76 % de femmes, légèrement inférieur au taux départemental (51,45 %).
Les pyramides des âges de la commune et du département s'établissent comme suit.
| Hommes | Classe d’âge | Femmes |
| ------ | ------------ | ------ |
| 0,6    | 90 ou +      | 1,2    |
| 5,2    | 75-89 ans    | 7,0    |
| 17,4   | 60-74 ans    | 16,8   |
| 21,1   | 45-59 ans    | 22,0   |
| 21,1   | 30-44 ans    | 20,1   |
| 13,3   | 15-29 ans    | 13,2   |
| 21,4   | 0-14 ans     | 19,6   |

| Hommes | Classe d’âge | Femmes |
| ------ | ------------ | ------ |
| 1,1    | 90 ou +      | 2,6    |
| 9,2    | 75-89 ans    | 11,9   |
| 19,7   | 60-74 ans    | 20,4   |
| 20,7   | 45-59 ans    | 20     |
| 16,5   | 30-44 ans    | 16,2   |
| 15,2   | 15-29 ans    | 13,2   |
| 17,6   | 0-14 ans     | 15,7   |

### Sports
- Basket : USCF Les Montils
- Tennis

## Économie

### Secteurs d'activité
Le tableau ci-dessous détaille le nombre d'entreprises implantées aux Montils selon leur secteur d'activité et le nombre de leurs salariés :
|                                                              | total | % com (% dep) | 0 salarié | 1 à 9 salarié(s) | 10 à 19 salariés | 20 à 49 salariés | 50 salariés ou plus |
| ------------------------------------------------------------ | ----- | ------------- | --------- | ---------------- | ---------------- | ---------------- | ------------------- |
| Ensemble                                                     | 114   | 100,0 (100)   | 80        | 30               | 3                | 1                | 0                   |
| Agriculture, sylviculture et pêche                           | 5     | 4,4 (11,8)    | 3         | 2                | 0                | 0                | 0                   |
| Industrie                                                    | 5     | 4,4 (6,5)     | 3         | 2                | 0                | 0                | 0                   |
| Construction                                                 | 15    | 13,2 (10,3)   | 12        | 3                | 0                | 0                | 0                   |
| Commerce, transports, services divers                        | 72    | 63,2 (57,9)   | 51        | 20               | 1                | 0                | 0                   |
| dont commerce et réparation automobile                       | 20    | 17,5 (17,5)   | 13        | 7                | 0                | 0                | 0                   |
| Administration publique, enseignement, santé, action sociale | 17    | 14,9 (13,5)   | 11        | 3                | 2                | 1                | 0                   |
| Champ : ensemble des activités.                              |       |               |           |                  |                  |                  |                     |

Le secteur du commerce, transports et services divers est prépondérant sur la commune (72 entreprises sur 114).
Sur les 114 entreprises implantées aux Montils en 2016, 80 ne font appel à aucun salarié, 30 comptent 1 à 9 salariés, 3 emploient entre 10 et 19 personnes et 1 emploie entre 20 et 49 personnes.

### Productions agricoles
- Vin : Cheverny, AOC

### Agriculture
En 2010, l'orientation technico-économique de l'agriculture sur la commune est la culture de fruits et autres cultures permanentes. Le département a perdu près d'un quart de ses exploitations en 10 ans, entre 2000 et 2010 (c'est le département de la région Centre-Val de Loire qui en compte le moins). Cette tendance se retrouve également au niveau de la commune où le nombre d'exploitations est passé de 21 en 1988 à 7 en 2000 puis à 4 en 2010. Parallèlement, la taille de ces exploitations augmente, passant de 17 ha en 1988 à 30 ha en 2010.
Le tableau ci-dessous présente les principales caractéristiques des exploitations agricoles des Montils, observées sur une période de 22 ans : 
|                                      | 1988                 | 2000                 | 2010                 |
| Dimension économique                 | Dimension économique | Dimension économique | Dimension économique |
| ------------------------------------ | -------------------- | -------------------- | -------------------- |
| Nombre d'exploitations (u)           | 21                   | 7                    | 4                    |
| Travail (UTA)                        | 26                   | 15                   | 13                   |
| Surface agricole utilisée (ha)       | 355                  | 162                  | 119                  |
| Cultures                             |                      |                      |                      |
| Terres labourables (ha)              | 312                  | 117                  | 100                  |
| Céréales (ha)                        | 174                  | 38                   | s                    |
| dont blé tendre (ha)                 | 38                   | 16                   | s                    |
| dont maïs-grain et maïs-semence (ha) | 78                   | s                    | s                    |
| Tournesol (ha)                       | 36                   | 29                   | s                    |
| Colza et navette (ha)                | s                    |                      |                      |
| Élevage                              |                      |                      |                      |
| Cheptel (UGBTA)                      | 81                   | 15                   | 0                    |

## Culture locale et patrimoine

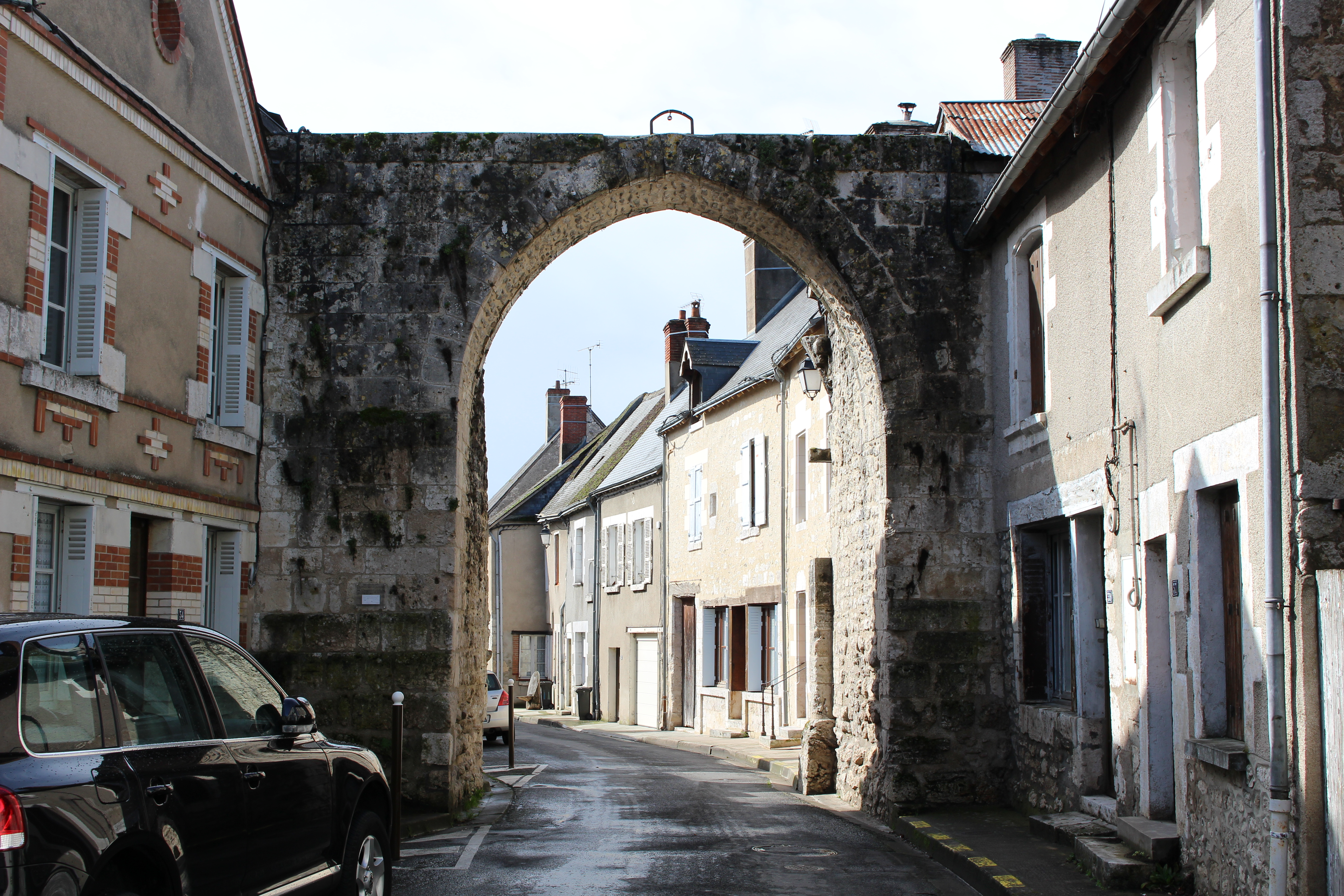
La Porte des Montils se dresse au-dessus de la rue du Vieux-Porche.

### Lieux et monuments
- De l'ancienne ville forte subsiste une tour, la tour des Montils (inscrite au titre des Monuments historiques le 6 mai 1986[68], la porte des Montils (inscrite au titre des Monuments historiques le 17 novembre 1930[69]) et quelque murs.
- Château de Frileuse
- Moulin de Rouillon
- Stèle des tués d'août 1944
- Aire de loisirs des Masnières
- Monti'train : Trains miniatures à passagers, circuit de 1,2 km
- Musée d'outils anciens et d'art populaire

### Manifestations culturelles et festivités
Depuis 50 ans, Les Montils ont leur propre harmonie de musique composée d'une cinquantaine de musiciens. Elle est également classée au niveau national.
Elle donne plusieurs concerts durant toute l'année et participe à plusieurs manifestations culturelles organisées dans la région.
Le 30 mai 2010, l'harmonie des Montils a été maintenu au niveau supérieur en remportant le 2e prix à Niort.
La chorale « Ars Nova » regroupe environ quarante choristes, sous la direction de Bernard Dutronc, de 1981 à 2002, puis de Raphaël Terreau depuis 2002. Le programme abordé est composé exclusivement de musique chorale a cappella, puisée aussi bien dans les différentes époques de l'histoire de la musique que dans le répertoire des arrangements de chants traditionnels.

### Héraldique
|  | Les armoiries des Montils se blasonnent ainsi : De gueules à la tour d'or maçonnée de sable et à la bordure de vair. Création J.P Fernon adoptée par délibération municipale du 23 octobre 1992. |

### Personnalités liées à la commune
Le peintre Antonio de La Gandara (1861-1917) avait une famille maternelle originaire de Loir-et-Cher. Sa fille Antonia se retira aux Montils. Mlle Marcelle Le Laurain dont les parents demeurèrent au château de Frileuse fut une des modèles de l'artiste. Un tableau la représentant fut léguée par Mme Jean Angelo née Le Laurain au musée des beaux-arts de Blois. Il la représente dans une élégante robe en soie rose.